# William Trussell (Politiker, † vor 1347)

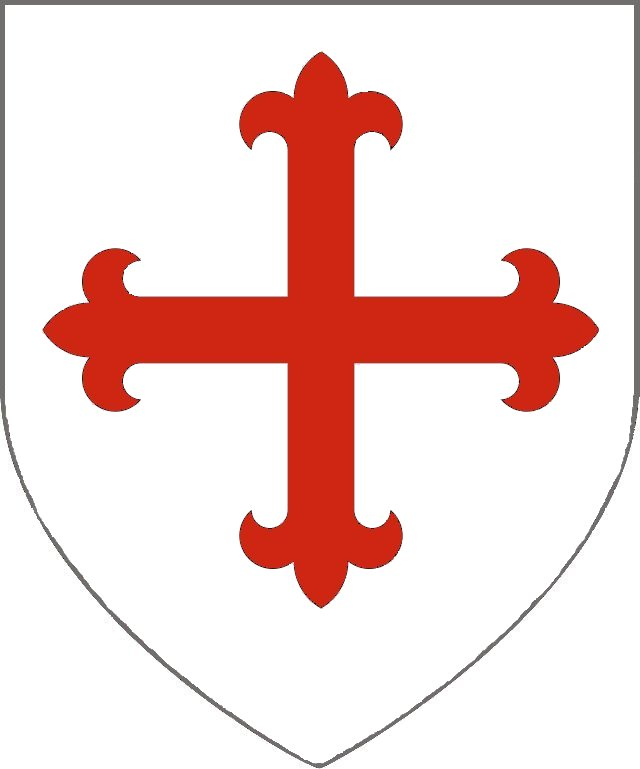
Wappen von William Trussell

Sir William Trussell († 1346 oder 1347) war ein englischer Ritter, Politiker und Diplomat.

## Herkunft und Jugend
Die Tätigkeit von William Trussell ist schwer von mehreren, namensgleichen Zeitgenossen zu unterscheiden, darunter seinem eigenen Sohn. William Trussell war ein Ritter und Grundbesitzer aus Peatling Magna in Leicestershire. Zu seinen Geschwistern gehörte Edmund Trussell. Zusammen mit dem Thronfolger Eduard und zahlreichen anderen jungen Adligen wurde William Trussell am 22. Mai 1306 zum Knight of the Bath geschlagen.

## Tätigkeit als Vasall des Earl of Lancaster
Spätestens ab 1307 war Trussell ein Vasall von Thomas of Lancaster, 2. Earl of Lancaster. 1310 gehörte er zu den Rittern, die Lancaster an seiner Stelle zur Teilnahme am Feldzug des Königs nach Schottland sandte. Als Gefolgsmann von Lancaster wurde er 1313, nach der Hinrichtung von Piers Gaveston sowie 1318 nach Abschluss des Vertrags von Leake durch König Eduard II. begnadigt. Während des Parlaments von September 1314 diente er als Knight of the Shire für Leicester und 1316 für Leicester und Warwick. Nachdem Lancaster im Herbst 1314 erheblichen Einfluss auf die Regierung gewonnen hatte, besetzte er die meisten Sheriffämter neu. Trussell wurde im November 1314 von Warwickshire und Leicestershire, dieses Amt behielt er bis November 1316. Lancaster belohnte Trussells Dienste, indem er ihm ab 1314 jährlich £ 10 aus den Einkünften aus Higham Ferrers in Northamptonshire zahlte. 1315 bat Lancaster den Kanzler John Sandale, unter anderem Trussell mit der Untersuchung des Tods seines Dieners John Swinnerton zu beauftragen. Ab 1321 unterstützte Trussell die offene Rebellion von Lancaster gegen Eduard II. Im Januar 1322 stellte Trussell in Leicestershire ein Aufgebot auf, um Lancaster zu unterstützen. Als er mit diesen Truppen im Februar Tutbury erreichte, war Lancaster schon weiter nach Norden geflohen, und die Soldaten wurden wieder entlassen. Nachdem Lancaster im März 1322 in der Schlacht bei Boroughbridge entscheidend geschlagen und gefangen genommen worden war, wurde er als Verräter hingerichtet.

## Rolle beim Sturz von Eduard II.
Auch Trussells Besitzungen wurden beschlagnahmt, doch er konnte möglicherweise ins Ausland flüchten. Im März 1323 überfiel er aber zusammen mit seinem Sohn William und mit Ralph und Roger Zouche Güter des Earl of Winchester in den Midlands, wo sie schwere Beschädigungen anrichteten. Danach flüchtete Trussell nach Frankreich, wo er sich später Königin Isabelle anschloss. Die Frau von Eduard II. war aus Opposition gegen den Einfluss der Despensers auf den König nach einer diplomatischen Mission im französischen Exil geblieben. Trussell gehörte dem Heer an, mit dem die Königin im September 1326 in Südostengland landete, um die Despensers zu stürzen. Nach der Eroberung von Bristol war Trussell am 27. Oktober der vorsitzende Richter des Gerichts, das den Earl of Winchester zum Tod verurteilte. Wenige Wochen später gehörte er zu den Richtern, die am 24. November den jüngeren Despenser in Hereford zum Tod verurteilten. Anfang 1327 gehörte er dann der Delegation an, die den gefangenen Eduard II. in Kenilworth Castle zur Abdankung bewegte. Wahrscheinlich am 21. Januar widerrief Trussell im Namen des Parlaments den Treueschwur der Prälaten, Magnaten und der Gentz gegenüber dem König. Nach der Rückkehr der Delegation nach Westminster wurde Eduard, der Sohn des abgedankten Königs, als neuer König anerkannt. Wegen dieser Rolle gilt Trussell gelegentlich als erster Speaker der Commons. Dies ist aber nicht haltbar, da seine Rolle während des zuvor stattgefundenen Parlaments völlig unklar ist. Er war kein gewähltes Mitglied des Parlaments und gehörte der Delegation wohl vor allem als Vasall von Henry of Lancaster, dem Herrn von Kenilworth an. Da die Commons dem König zudem nie gehuldigt hatten, konnte Trussell nur im Namen der Prälaten, Earls und Barone sprechen.

## Tätigkeit während der Regentschaft von Roger Mortimer
Die neue Regierung belohnte Trussell mit der Übertragung mehrerer Güter. Am 28. Februar 1327 wurde er beauftragt, die Kanonisation von Thomas of Lancaster zu beantragen, dazu diente er als Verwalter von heimgefallenen Kronlehen südlich des Trent. Dazu trat er in den Dienst von Henry of Lancaster, 3. Earl of Lancaster, dem Bruder und Erben von Thomas of Lancaster. Im März 1328 diente er erneut als englischer Gesandter im Ausland, doch nachdem im Oktober 1328 ein bewaffneter Konflikt zwischen Henry of Lancaster und dem eigentlichen Machthaber Roger Mortimer drohte, war Trussell in England. Am 21. Dezember war er bei der Verlesung der Erklärung in der Londoner Guildhall anwesend, mit der die Regierung zum Frieden aufrief. Die Erklärung sollte die Londoner Bürger davon abhalten, Lancaster zu unterstützen. Die Unterstützer von Henry of Lancaster schickten daraufhin eine Entgegnung an den Königshof nach Worcester. Am 2. Januar 1329 schworen die Lancastrianer in der St Paul’s Cathedral einen Eid, sich gegenseitig zu unterstützen. Daraufhin forderte die Regierung die Lancastrianer auf, sich zu unterwerfen und bot ihnen eine Amnestie an. Von dieser Amnestie wurden Trussell zusammen mit Thomas Roscelyn, Henry de Beaumont und Thomas Wyther namentlich ausgenommen. Wenig später brach die Revolte der Lancastrianer zusammen. Während des Parlaments in Winchester im März 1330 ergab sich Trussell der Regierung und wurde daraufhin begnadigt. Ab Mai 1330 diente er wieder als englischer Gesandter. Er sollte versuchen, ein Bündnis mit den Königen von Aragón, Portugal und Mallorca auszuhandeln. Dazu sollte er eine Heirat von Prinz Pedro von Aragón und Eleonore, einer Schwester von Eduard III. vereinbaren. Beide Vorhaben scheiterten jedoch.

## Weiterer diplomatische und politische Tätigkeit unter Eduard III.
Nachdem der junge Eduard III. im Oktober 1330 Roger Mortimer gestürzt hatte, gehörte Trussell im Januar 1331 einer zwölfköpfigen Jury an, die Thomas de Berkeley von der Verantwortung am Tod von Eduard II. freisprach. Trussell erhielt wieder das Amt des Verwalters von heimgefallenen Kronlehen, dazu erhielt er im Sommer 1331 100 Mark als Erstattung für seine im Dienst der Krone entstandenen Kosten. Im Sommer 1331 reiste er zusammen mit John Darcy nach  Frankreich, wo sie vergeblich über eine Heirat zwischen dem Thronfolger Edward of Woodstock und Johanna, einer Tochter des französischen Königs Philipp VI. verhandelten. Für seine Dienste erhielt Trussell die Herrschaft Bergues in Flandern. 1332 reiste er zusammen mit seinem Sohn William als Gesandter zur Kurie nach Avignon. 1337 diente er Henry of Lancaster als Verwalter von dessen Besitzungen in Northamptonshire. 1342 wurde Trussell durch Writ of Summons zu einer königlichen Ratsversammlung, jedoch nicht zu einem Parlament geladen, weshalb er aber manchmal fälschlicherweise als Baron Trussell bezeichnet wird.
Zwischen 1333 und 1345 gehörte ein William Trussell zahlreichen Gesandtschaften an, wobei nicht feststellbar ist, ob Trussell senior oder sein Sohn die Reisen unternahm. Ziel der Missionen war mehrfach der Papsthof in Avignon, dazu Frankreich, die Niederlande und Österreich. Ein William Trussell setzte 1340 zusammen mit dem König auf dessen Feldzug gegen Frankreich über den Ärmelkanal, und nach der Seeschlacht von Sluis wurde Trussell nach England zurückgesandt, um dem Parlament von dem englischen Sieg zu berichten. Derselbe William Trussell gab im April 1343 im Westminster Palace als Vertreter der Commons sein Einverständnis für einen Waffenstillstand mit Frankreich. Ob er auch der William Trussell war, der nach der Schlacht von Neville’s Cross 1346 als Richter über die schottischen John Graham, Earl of Menteith und Fife diente, kann nicht geklärt werden.

## Tod
Der ältere William Trussell starb 1346 oder 1347, als der Sakristan von Westminster Abbey von Trussells Testamentsvollstreckern eine Schenkung erhielt. Vermutlich wurde Trussell im östlichen Seitenschiff des nördlichen Querhauses, der späteren St Michael's Chapel, von Westminster Abbey beigesetzt.